# Whymperia seductor
Whymperia seductor är en stekelart som först beskrevs av Fabricius 1804.  Whymperia seductor ingår i släktet Whymperia och familjen brokparasitsteklar. Inga underarter finns listade i Catalogue of Life.